# Mizuma Yuriko
Mizuma Yuriko (水間 百合子, sinh ngày 22 tháng 7 năm 1970) là một cựu cầu thủ bóng đá nữ người Nhật Bản.

## Đội tuyển bóng đá nữ quốc gia Nhật Bản
Mizuma Yuriko thi đấu cho đội tuyển bóng đá nữ quốc gia Nhật Bản từ năm 1990 đến 1994.

## Thống kê sự nghiệp
| Nhật Bản  | Nhật Bản | Nhật Bản |
| Năm       | Trận     | Bàn      |
| --------- | -------- | -------- |
| 1990      | 5        | 3        |
| 1991      | 11       | 2        |
| 1992      | 0        | 0        |
| 1993      | 5        | 5        |
| 1994      | 1        | 0        |
| Tổng cộng | 22       | 10       |